# Цветники (Новосибирская область)
Цветники — село в Здвинском районе Новосибирской области. Административный центр Цветниковского сельсовета.

## Географическое положение
Село расположено в 5 км от Здвинска на берегах реки Каргат. Местность равнинная, лесостепная. Климат континентальный, полузасушливый. Территория представляет собой равнину.

## Население
| 2002 | 2007 | 2010 |
| ---- | ---- | ---- |
| 732  | ↗799 | ↘725 |

## История села
В марте 1931 года на месте села был основан 131 совхоз.
В 1936 году на базе совхоза была организована Горносталевская механизированная техническая станция (МТС).
В 1958 году МТС была расформирована и на её месте организован совхоз «Сарыбалыкский». После разделения совхоза в 1960 году, село стало подразделением совхоза «Здвинский».
Село входило в состав Хаповского, а позднее Здвинского сельсовета, затем в 1978 году было решено создать самостоятельный Цветниковский сельсовет. Тогда же село получило современное название Цветники.
В 1976 г. Указом президиума ВС РСФСР посёлок центральной усадьбы совхоза «Здвинский» переименован в село Цветники.

## Организации
- Средняя образовательная школа. Создана 11 января 1978 года. В 2012 году обучалось 89 человек[6].
- Детский сад «Березка»
- Дом культуры
- РЦН в Здвинском районе

## Транспорт
Село находится на автомобильной дороге Довольное — Здвинск. Оно расположено в непосредственной близости от районного центра Здвинска, который связан асфальтированной дорогой со станцией Барабинск.